# Thabet Habib Yousif Al Mekko

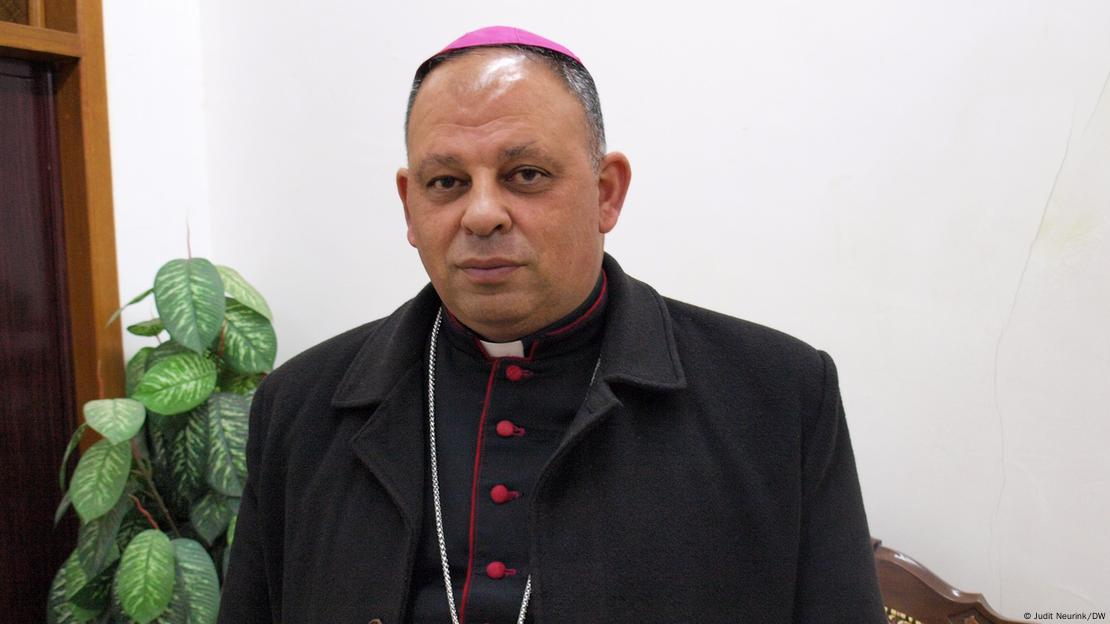
Bischof Thabet Habib Yousif (2022)

Thabet Habib Yousif Al Mekko (* 14. Februar 1976 in Karemlasch; † 18. Juni 2025) war ein irakischer chaldäisch-katholischer Geistlicher und Bischof von Alqosch.

## Leben
Thabet Habib Yousif Al Mekko erwarb zunächst an der Universität Mossul einen Abschluss in Geologie. Seine kirchlichen Studien absolvierte er als Seminarist in Rom, wo er seinen theologischen Abschluss an der Päpstlichen Universität Urbaniana und später das Lizenziat am Patristischen Institut Augustinianum erwarb. Nach der Rückkehr in den Irak empfing er am 25. Juli 2008 in seiner Heimatstadt das Sakrament der Priesterweihe für die Erzeparchie Mosul.
Al Mekko war zunächst in seiner Geburtsstadt in der Seelsorge tätig. Mit der Invasion islamistischer Terroristen in der Ninive-Ebene begleitete er 2014 die christlichen Flüchtlinge nach Erbil. Im September 2017 kehrte er nach Karemlasch zurück und war wieder als Seelsorger tätig; außerdem lehrte er Patrologie und Theologie am Babel College. Vor seiner Wahl zum Koadjutorbischof war er Protosynkellos der Erzeparchie Mosul und trug den Titel eines Chorbischofs.
Papst Franziskus bestätigte am 14. August 2021 die durch die Synode der chaldäisch-katholischen Kirche erfolgte Wahl Al Mekkos zum Koadjutorbischof von Alqosch. Der Patriarch von Babylon, Louis Raphaël I. Kardinal Sako, spendete ihm am 22. Oktober desselben Jahres in der Mar-Addai-Kirche seines Geburtsortes Karemlasch die Bischofsweihe. Mitkonsekratoren waren der Erzbischof von Mosul, Najib Mikhael Moussa OP, und der Bischof von Alqosch, Mikha Pola Maqdassi.
Mit der Abberufung Mikha Pola Maqdassis am 8. Oktober 2022 folgte er diesem als Bischof von Alqosch nach.
Er starb im Juni 2025 im Alter von 49 Jahren.